# Trading After Hours
Il Trading After Hours o TAH è il trading sulle azioni che avviene dopo la chiusura regolare dei mercati finanziari.
Inizialmente il fenomeno riguardava solo gli investimenti di importo patrimoniale elevato ed istituzionali, come i fondi comuni di investimento; in seguito, tramite i sistemi di trading privato, hanno potuto partecipare anche i singoli investitori.
Esiste anche il trading pre-market, effettuato prima dell'apertura dei mercati regolari (negli Stati Uniti dalle 7 alle 9 del mattino, ora di New York).
I membri della National Association of Securities Dealers che inseriscono volontariamente quotazioni in queste sessioni di trading devono rispettare tutti i limiti di protezione applicabili e le regole di visualizzazione.

## Borsa Italiana
In Italia l'After Hours (TAH) è un segmento del nuovo mercato Borsa Italiana Equity MTF insieme al Global Equity Market (GEM). 
È il mercato di Borsa Italiana in cui si negoziano, in orari diversi da quelli stabiliti per il Mercato telematico azionario (MTA) e per il Mercato telematico dei Securitised Derivatives (SEDEX), azioni quotate, che presentano i requisiti di liquidità stabiliti dalla Borsa, nonché covered warrant e certificates su richiesta dell'emittente.
È un mercato mobiliare regolamentato, operativo dal 15 maggio 2000, che prolunga l'orario di Borsa consentendo di effettuare le negoziazioni in continua, dalle 18:00 fino alle ore 20.30. Sono negoziate le azioni che appartengono agli indici FTSE MIB, FTSE Italia Mid Cap ed alcune del GEM.